# NGC 4583
NGC 4583 је спирална галаксија у сазвежђу Ловачки пси која се налази на NGC листи објеката дубоког неба.
Деклинација објекта је + 33° 27' 31" а ректасцензија 12h 38m 4,4s. Привидна величина (магнитуда) објекта NGC 4583 износи 13,6 а фотографска магнитуда 14,5. NGC 4583 је још познат и под ознакама MCG 6-28-17, CGCG 188-11, PGC 42198.